# Γ-ブチロベタインジオキシゲナーゼ
γ-ブチロベタインジオキシゲナーゼ（γ-butyrobetaine dioxygenase）は、リシン分解酵素の一つで、次の化学反応を触媒する酸化還元酵素である。
4-トリメチルアンモニオブタン酸 + 2-オキソグルタル酸 + O2 {\displaystyle \rightleftharpoons } 3-ヒドロキシ-4-トリメチルアンモニオブタン酸 + コハク酸 + CO2
反応式の通り、この酵素の基質は4-トリメチルアンモニオブタン酸と2-オキソグルタル酸とO2、生成物は3-ヒドロキシ-4-トリメチルアンモニオブタン酸とコハク酸とCO2である。補因子として鉄とアスコルビン酸を用いる。
組織名は4-trimethylammoniobutanoate,2-oxoglutarate:oxygen oxidoreductase (3-hydroxylating)で、別名にα-butyrobetaine hydroxylase、γ-butyrobetaine hydroxylase、butyrobetaine hydroxylaseがある。